# Manuel Ardit
Manuel Ardit i Lucas (Valencia, 2 de diciembre de 1941-Ibidem, 8 de diciembre de 2013) fue un historiador y profesor valenciano.

## Biografía
Nació en Valencia el 2 de diciembre de 1941, se doctoró en Geografía e Historia en 1975. Fue profesor de instituto, así como profesor titular emérito de Historia moderna en la Universidad de Valencia, de donde fue director del servicio de publicaciones (PUV).
Especializado en el Antiguo Régimen y la Revolución Liberal en la Comunidad Valenciana, publicó varios artículos y libros sobre estos temas, entre los que se encuentran Revolución liberal y revuelta campesina (1977). También trabajó el erasmismo valenciano, el comercio con la América colonial o la demografía histórica en obras como La Inquisició al País Valencià (1970), Agricultura y crecimiento económico en la Europa occidental moderna (1992) o Els homes i la terra del País Valencià: segles XVI -XVIII (1993, 2 vols.). Colaboró y fue editor de algunas obras de síntesis: Història dels Països Catalans (1980), Història del País Valencià (1990), Crisi i modernització al País Valencià (1975) y Familia y estructuras familiares en Cataluña y en el País Valenciano (1995, con Joan S. Bernat).
Fue miembro de la Institución Valenciana de Estudios e Investigación (IVEI) y miembro de la sección histórico-arqueológica del Instituto de Estudios Catalanes (IEC) desde 1992. También fue director de la revista Asuntos desde 1987 y miembro del consejo directivo de la revista Catalan Historical Review, del IEC. Murió el 8 de diciembre de 2013 en Valencia. Después de su fallecimiento, parte de sus obras fueron donadas a la biblioteca de investigación del Arxiu Municipal por ser de gran interés.